# Victor Doiteau
Victor Doiteau, né le 10 juin 1892 à Saint-Quentin-les-Beaurepaire (Maine-et-Loire) et mort le 16 décembre 1960 à Péronne, est un médecin français et un historien de l'art.

## Biographie
Victor Doiteau fut nommé interne des hôpitaux de Paris en 1924 et s'installa à Péronne. Il pratiqua la médecine générale. Chef de service à l'hôpital de Péronne. Médecin expert auprès des tribunaux. Médecin de la SNCF.
Il se lia d'amitié avec Paul Gachet, le fils du docteur Gachet et publia des ouvrages sur l'art et la médecine.
Créateur de La Croute, exposition de peinture de la Société des artistes et amateurs d'art de Péronne et de sa région ; première exposition en janvier 1927.

## Publications
- Prépuce et circoncision : étude historique, esthétique et médico-chirurgicale[3], Paris, éditions L. Arnette, 1924
- La folie de Vincent van Gogh, préface de Paul Gachet, Paris, éditions Esculape, 1928
- À la mémoire de Chintreuil, préface de Exposition de peintures et dessins par Ant. Chintreuil, 1814-1873, du 8 au 30 avril 1929, Galerie Lorenceau, Paris, 1929 lire en ligne sur Gallica.
- « Un médecin picard du siècle dernier », extrait de la Picardie Médicale de novembre 1929.
- « Sur l'origine du beffroi de Douai », article dans la revue L'amour de l'art de juin 1936.
- Vincent Van Gogh et le drame de l'oreille coupée[4].  Tirage à part du numéro de juillet 1936 de la Revue Esculape.
- « A quel mal succomba Théodore Van Gogh? », article dans la revue Aesculape du 15 mai 1940.
- « Deux copains de Van Gogh, inconnus, les frères Gaston et René Secrétan, Vincent, tel qu'ils l'ont vu », article dans la revue Aesculape de mars 1957.
- La curieuse figure du Dr Gachet un ami et un amateur de la premiere heure de Cezanne, Renoir, Pissaro, Van Gogh. Aesculape 1923- 1924.
- « Equihen, fille sauvage de la mer, amante des artistes », article dans la revue de Boulogne sur Mer de mai, juin 1960.
- « Le peintre Jean Charles Cazin », article dans la revue de Boulogne sur Mer de janvier, février 1961